# بوب مارلي: حب واحد
بوب مارلي: حب واحد (الإنجليزية: Bob Marley: One Love) هو فيلم سيرة ذاتية أُصدر في يناير 2024. الفيلم تولّت باراماونت بيكتشرز، ويو آي بي دونا ‏ توزيعه، وهو من إخراج رينالدو ماركوس غرين، أما السيناريو فكان من كتابة تيرينس فينتر، و، وفرانك إي. فلاورز.

## طاقم التمثيل
- كينجسلي بن أدير، بدور بوب مارلي
  - جيمس نورتون
  - توسين كول  [لغات أخرى]‏
  - نادين مارشال
  - لاشانا لينش
  - مايكل غاندولفيني
  - كينجسلي بن أدير
  - لاشانا لينش، بدور ريتا مارلي

## الاستقبال

### الميزانية والإيرادات
بلغت ميزانيّة الفيلم 70,000,000 دولار أمريكي.

## وصلات خارجية
- بوب مارلي: حب واحد على موقع IMDb (الإنجليزية)
- بوب مارلي: حب واحد على موقع ميتاكريتيك (الإنجليزية)
- بوب مارلي: حب واحد على موقع روتن توميتوز (الإنجليزية)
- بوب مارلي: حب واحد على موقع نتفليكس (الإنجليزية)
- بوب مارلي: حب واحد على موقع ألو سيني (الفرنسية)
- بوب مارلي: حب واحد على موقع أول موفي (الإنجليزية)
- بوب مارلي: حب واحد على موقع فيلمافينيتي (الإسبانية)
- بوب مارلي: حب واحد على موقع قاعدة بيانات الأفلام السويدية (السويدية)
- بوب مارلي: حب واحد على موقع قاعدة بيانات الفيلم (الإنجليزية)
- بوب مارلي: حب واحد على موقع ليتربوكسد (الإنجليزية)